# Géraud de Frachet

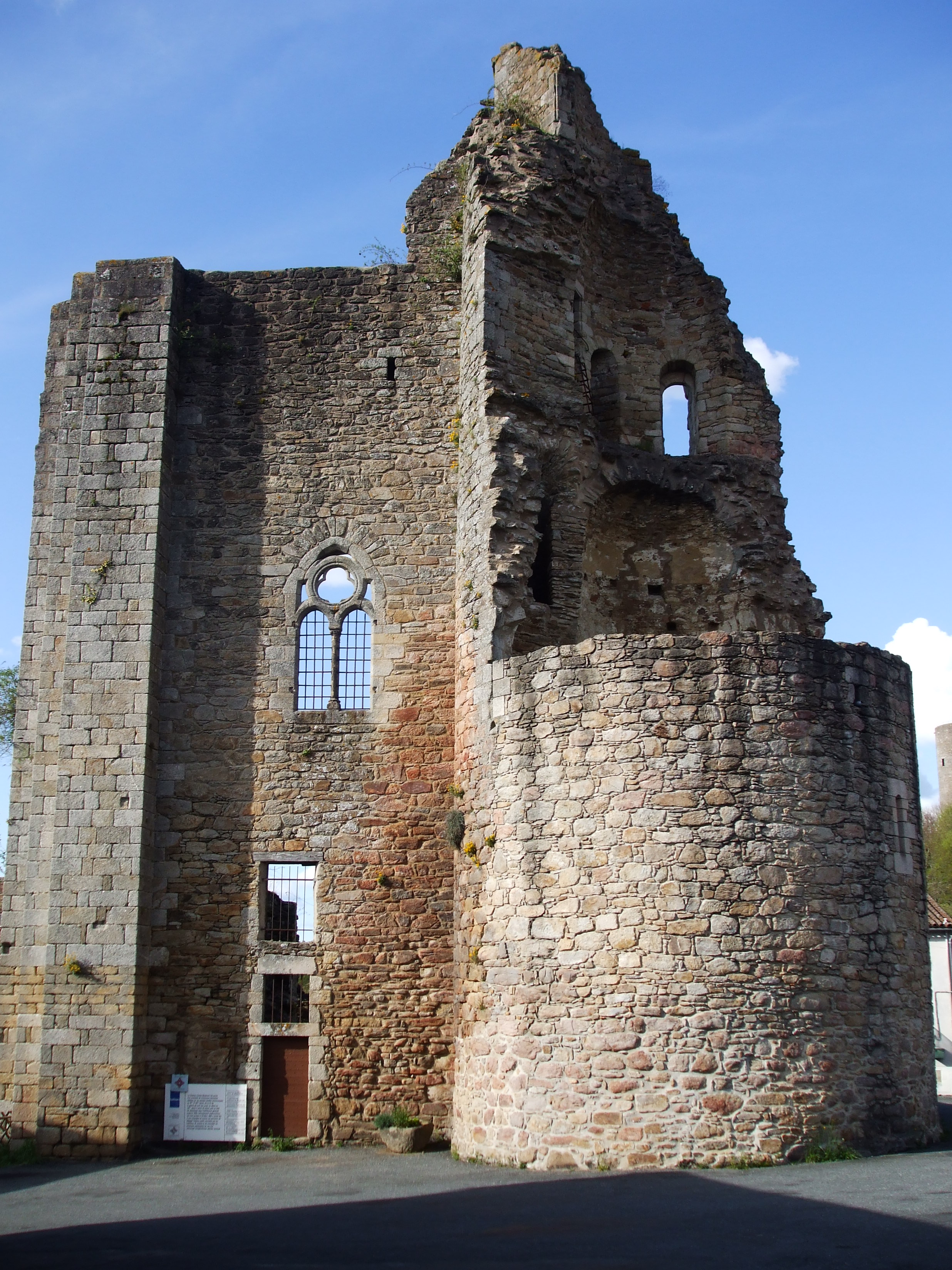
Châlus, Haute-Vienne, France, château de Châlus-Maulmont

Géraud de Frachet (Gérald, Gérard de Frachet ou Frachet) est un chroniqueur champenois, hagiographe de l’Ordre des Prêcheurs, né 25 mars 1205 au château de Chalucet en Limousin, décédé à Limoges le 4 octobre 1271.

## Biographie
Géraud de Franchet est le fils de « très-noble » Pierre-Géraud de Frachet, co-seigneur du château de Chalucet-Bas, mort le 6 août 1265, et de la sœur de l'archidiacre Guillaume de Maumont. Géraud, après avoir porté les armes, entre dans l’Ordre des Prêcheurs, au sein duquel il meurt « chargé d’années, l’an 1265 » (ou 1271 selon les sources).
En 1225, il est acolyte, assistant à une procession des reliques de saint Just à Limoges. Il fait partie du couvent des frères prêcheurs de la rue Saint-Jacques de Paris le 11 novembre 1225. Il fait profession de foi entre les mains de Jourdain de Saxe, général de l'ordre, en mars 1226. Il reste probablement au couvent de Paris jusqu'en 1233. Cette année-là on le retrouve prieur du couvent des dominicains de Limoges. Il reste à cette fonction au couvent de Limoges jusqu'en 1245. Pendant cette période il fait construire et transférer le couvent du quartier du pont Saint-Martial au faubourg Manigne, à égale distance de la Cité et du château de Limoges. Il a écrit des notes sur l'histoire du couvent de Limoges qui ont été poursuivies par Étienne de Salagnac, Bernard Gui et d'autres frères prêcheurs pour passer au XVIIe siècle dans une compilation Memoralia pro conventu Lemovicensi. Il a aussi rédigé une brève histoire de l'Aquitaine montrant que depuis Clovis, cette province avait toujours fait partie du royaume de France. En 1250, il est prieur du couvent des dominicains de Marseille. Entre 1245 et 1250, il a peut-être été lecteur à l'abbaye de Pontigny. Il y a peut-être commencé la rédaction de la Chronique universelle, compilation de la Chronique de Robert de Saint-Marien d'Auxerre augmentée d'extraits de l’Historia regum Francorum d’André de Marchiennes. Il se lie alors d'amitié avec l'évêque de Marseille, Benoît d'Alignan, qui lui dédit, en 1263, son traité Tractatus fidei contra diversos errores super titulum De summa Trinitate et fide catholica in decretalibus. Au chapitre provincial des prêcheurs du Puy, en 1251, il est élu prieur de la province de Provence. Il assume cette charge jusqu'en 1259. À cette date il prend la direction du couvent des prêcheurs de Montpellier. Il cède sa place en 1263 et revient au couvent de Limoges où il meurt en 1271.
Quarante ans après la mort de saint Dominique, Géraud de Frachet rassemble, vers 1260, un copieux recueil d’anecdotes édifiantes, les Vitae Fratrum, qui relatent les premiers développements de l'Ordre. Cet ouvrage, destiné à construire la mémoire originelle de l’Ordo, est démultiplié pour que chaque couvent en possède un exemplaire, et ceci afin de leur permettre de se rattacher à une même « histoire collective ».
Historien officiel et grand hagiographe de l’Ordre mendiant des Dominicains, Géraud de Frachet est également l'auteur d'une Chronique (histoire) universelle, qu'il rédige entre 1248 et 1268.
Cette Chronique universelle, utilisée par sept chroniqueurs contemporains ou postérieurs, est aujourd'hui connue par vingt-cinq manuscrits médiévaux. Sur ces vingt-cinq manuscrits, dix-neuf ont été copiés dans la seconde moitié du XIIIe siècle et dans le premier tiers du XIVe siècle, cinq au XVe.
Elle fournit la trame solide de la Chronique universelle de Bernard Gui, qui, à son tour compilée, connaîtra un succès plus ample, aussi bien chez les Dominicains que dans les provinces du Midi.
L'œuvre de Frachet fut pour l'essentiel lue dans le nord du royaume ; dans les pays d'oc, seuls le Limousin et l'Auvergne semblent la connaître. Réalisée par un Dominicain, elle fut cependant surtout diffusée et appréciée par les Cisterciens.
Géraud de Frachet reçoit Saint-Louis chez lui, à Châlus, à l'occasion du pèlerinage fait par le roi à Rocamadour en 1244.

## Les Vitae Fratrum
de son nom complet : Vitae Fratrum Ordinis Praedicatorum (Vies des Frères de l'Ordre des Frères-Prêcheurs en Français)
La première version fut entreprise par Géraud avant 1250. Il a peut-être utilisé le Dialogus miraculorum de Césaire de Heisterbach comme modèle. Cette version, qui devait servir pour l'éducation des novices n'existe plus.
En 1255, le chapitre général demande la création d’un recueil d’histoires de l'ordre dominicain. On ordonne alors que tous les frères qui connaissent des miracles de saint Dominique ou saint Pierre Martyr ne les remettent par écrit. Plus tard, on demanda à que tous les miracles qui concernent des dominicains soient rapportés. En 1256, Humbert de Romans contacte alors Géraud, pour qu'il incorpore ces témoignages à son recueil déjà commencé.
Le recueil officiel fut achevé en 1258 et Gérard y ajouta son cronica ordinis.
Cependant, en 1259, d'autres versions voient le jour et Humbert de Romans commence à faire la sienne. De ce fait, il n'existe pas un texte définitif des Vitas Fratum.

## Publications
- (la) Fratris Gerardi de Fracheto o. p. et Fr. Benedictus Maria Reichert o. p. (Notis breviter illustravit), Vitae fratrum ordinis praedicatorum : necnon Cronica ordinis ab anno MCCIII usque ad MCCLIV, Louvain, E. Charpentier & J. Schoonjans, coll. « Monumenta Ordinis Fratrum Praedicatorum Historica volume 1 », 1896 (lire en ligne)
- Géraud de Frachet (trad. du latin Sr Marie-Véronique Nicolas, o.p., préf. Sr Marie-Ancilla, o.p.), Vies des Frères Prêcheurs, Rome, 2020, 2e éd..